# Rågmjöl

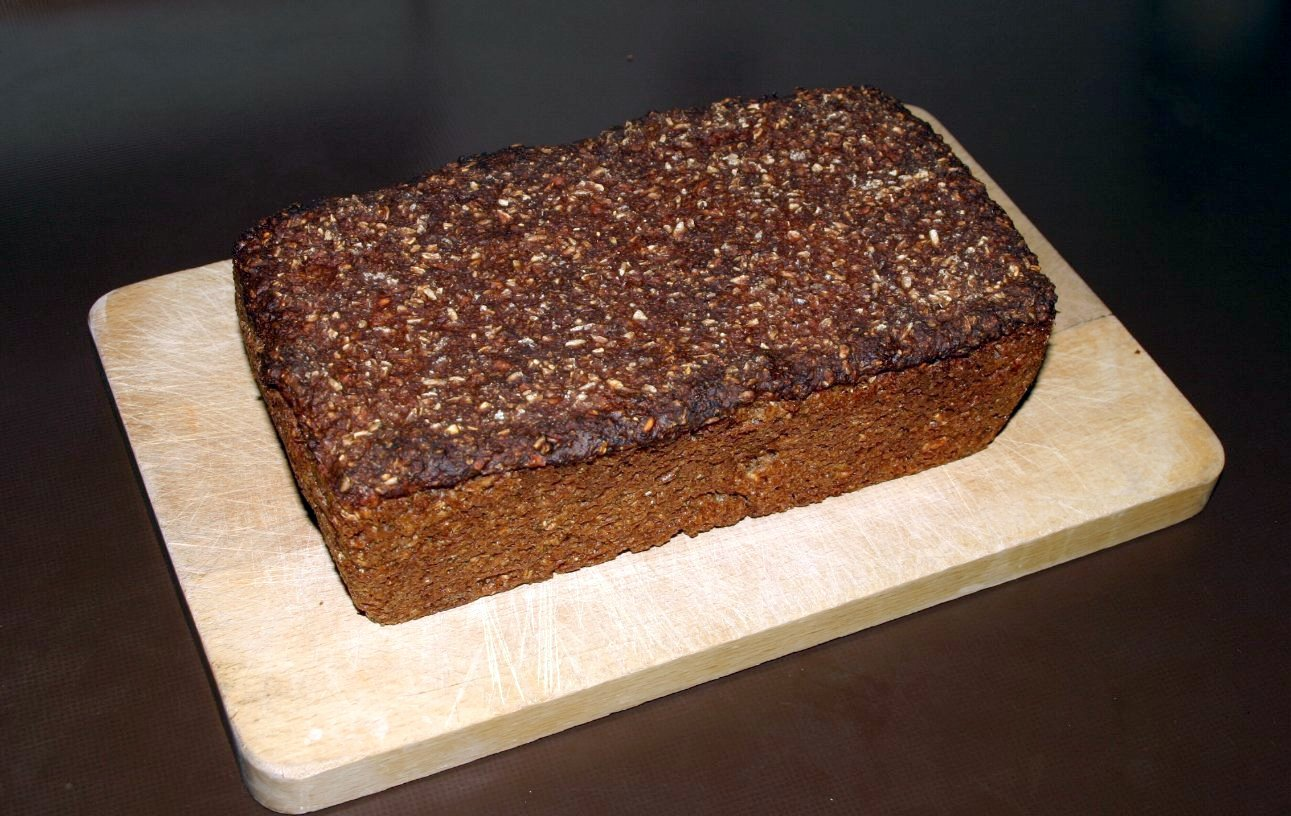
Bröd bakat på rågmjöl

Rågmjöl är ett fullkornsmjöl av råg där hela kärnan används. Rågmjöl används traditionellt i Tyskland och de skandinaviska länderna till surdegsbröd. Det är även huvudingrediensen i de flesta knäckebröd. Råg har lägre falltal, och därmed sämre bakningsegenskaper än vetemjöl, varför det ofta blandas tillsammans med vetemjöl i bakning. Siktat rågmjöl är rågmjöl där skalet och grodden har siktats bort. Rågsikt består av mellan 40 och 50% siktat rågmjöl och resten vetemjöl. I Finland är rågsikt 100% råg, en ljusare variant av (fullkorns)rågmjöl, där en del av kornets skal siktats bort. Motsvarande i Sverige kallas oblandad rågsikt. Rågmjöl innehåller gluten.
Rågmjöl används även till gröt.